# Liga I 2014-2015
La Liga I 2014-2015 è stata la 97ª edizione della massima serie del campionato di calcio rumeno.

## Formula
Il campionato si compone di 34 giornate, con gare di andata e ritorno.
Al termine del campionato la squadra campione di Romania si è qualificata per il secondo turno preliminare della UEFA Champions League 2015-2016.
La squadra vincitrice della Coppa nazionale, la seconda in classifica e la squadra vincitrice della coppa di lega rumena si sono qualificate rispettivamente per il terzo, per il secondo ed il primo turno della UEFA Europa League 2015-2016.
Le ultime sei squadre sono retrocesse in Liga II 2015-2016.

## Squadre partecipanti
| Club                | Città        | Stadio                          | Posizione 2013-2014 |
| ------------------- | ------------ | ------------------------------- | ------------------- |
| Astra Giurgiu       | Giurgiu      | Stadio Marin Anastasovici       | 2° in Liga I        |
| Brașov              | Brașov       | Stadio Silviu Ploeșteanu        | 15° in Liga I       |
| Botoșani            | Botoșani     | Stadio Municipal                | 8° in Liga I        |
| Ceahlăul            | Piatra Neamț | Stadio Ceahlăul                 | 9° in Liga I        |
| CFR Cluj            | Cluj-Napoca  | Stadio Dr. Constantin Rădulescu | 5° in Liga I        |
| Concordia Chiajna   | Chiajna      | Stadio Concordia                | 14° in Liga I       |
| FC Politehnica Iași | Iași         | Stadio Emil Alexandrescu        | 1° in Liga II       |
| U Craiova           | Craiova      | Stadionul Ion Oblemenco         | 2° in Liga II       |
| Dinamo Bucarest     | Bucarest     | Stadio Dinamo                   | 4° in Liga I        |
| Gaz Metan Mediaș    | Mediaș       | Stadio Gaz Metan                | 13° in Liga I       |
| Oțelul Galați       | Galați       | Stadio Oțelul                   | 10° in Liga I       |
| Pandurii            | Târgu Jiu    | Stadio Tudor Vladimirescu       | 7° in Liga I        |
| Petrolul Ploiești   | Ploiești     | Stadio Ilie Oană                | 3° in Liga I        |
| Rapid Bucarest      | Bucarest     | Stadio Valentin Stănescu        | 3° in Liga II       |
| Steaua Bucarest     | Bucarest     | Stadio Steaua                   | Campione di Romania |
| Târgu Mureș         | Târgu Mureș  | Stadionul Trans-Sil             | ? in Liga II        |
| U Cluj              | Cluj-Napoca  | Cluj Arena                      | 11° in Liga I       |
| Viitorul Costanza   | Costanza     | Stadio Farul                    | 12° in Liga I       |

## Classifica
|  | Pos. | Squadra             | Pt | G  | V  | N  | P  | GF | GS | DR  |
|  | ---- | ------------------- | -- | -- | -- | -- | -- | -- | -- | --- |
|  | 1.   | Steaua Bucarest     | 71 | 34 | 22 | 5  | 7  | 59 | 23 | +36 |
|  | 2.   | Târgu Mureș         | 68 | 34 | 20 | 8  | 6  | 51 | 25 | +26 |
|  | 3.   | Astra Giurgiu       | 57 | 34 | 15 | 12 | 7  | 53 | 27 | +26 |
|  | 4.   | CFR Cluj*           | 57 | 34 | 16 | 9  | 9  | 46 | 29 | +17 |
|  | 5.   | U Craiova*          | 53 | 34 | 14 | 11 | 9  | 40 | 34 | +6  |
|  | 6.   | Petrolul Ploiești*  | 52 | 34 | 14 | 10 | 10 | 42 | 30 | +12 |
|  | 7.   | Dinamo Bucarest*    | 48 | 34 | 13 | 9  | 12 | 47 | 44 | +3  |
|  | 8.   | Botoșani            | 47 | 34 | 12 | 11 | 11 | 40 | 43 | -3  |
|  | 9.   | Pandurii            | 45 | 34 | 12 | 9  | 13 | 47 | 42 | +5  |
|  | 10.  | FC Politehnica Iași | 43 | 34 | 11 | 10 | 13 | 31 | 39 | -8  |
|  | 11.  | Viitorul Costanza   | 43 | 34 | 11 | 10 | 13 | 44 | 54 | -10 |
|  | 12.  | Concordia Chiajna*  | 41 | 34 | 9  | 14 | 11 | 39 | 44 | -5  |
|  | 13.  | Gaz Metan Mediaș    | 39 | 34 | 8  | 15 | 11 | 29 | 34 | -5  |
|  | 14.  | Brașov*             | 36 | 34 | 9  | 9  | 16 | 33 | 46 | -13 |
|  | 15.  | U Cluj*             | 35 | 34 | 8  | 11 | 15 | 29 | 41 | -12 |
|  | 16.  | Rapid Bucarest*     | 33 | 34 | 8  | 9  | 17 | 21 | 42 | -21 |
|  | 17.  | Oțelul Galați*      | 32 | 34 | 7  | 11 | 16 | 24 | 45 | -21 |
|  | 18.  | Ceahlăul*           | 27 | 34 | 6  | 9  | 19 | 25 | 58 | -33 |

Legenda:

      Campione di Romania e ammessa alla UEFA Champions League 2015-2016
      Ammesse alla UEFA Europa League 2015-2016
      Retrocesse in Liga II 2015-2016
* Squadre non in possesso della licenza UEFA
Note:

Tre punti a vittoria, uno a pareggio, zero a sconfitta.
Fonte: http://www.lpf.ro/clasament-liga-1

## Classifica marcatori
| Gol |  |  | Giocatore             | Squadra           |
| --- |  |  | --------------------- | ----------------- |
| 18  |  |  | Grégory Tadé          | CFR Cluj          |
| 16  |  |  | Mihai Roman           | Pandurii          |
| 14  |  |  | Bogdan Mitrea         | Viitorul Costanza |
| 12  |  |  | Claudiu Keșerü        | Steaua Bucarest   |
| 12  |  |  | Ousmane N'Doye        | Târgu Mureș       |
| 11  |  |  | Kamil Biliński        | Dinamo Bucarest   |
| 11  |  |  | Toto Tamuz            | Petrolul Ploiești |
| 11  |  |  | Marian Constantinescu | Brașov            |
| 10  |  |  | Constantin Budescu    | Astra Giurgiu     |

## Verdetti
- Campione di Romania:  Steaua Bucarest
- In UEFA Champions League 2015-2016:  Steaua Bucarest
- In UEFA Europa League 2015-2016:  Târgu Mureș,  Astra Giurgiu e  Botoșani
- Retrocesse in Liga II:  Gaz Metan Mediaș,  Brașov,  U Cluj,  Rapid Bucarest,  Oțelul Galați e  Ceahlăul